# Grand Theft Auto: San Andreas
Grand Theft Auto: San Andreas és un videojoc d'acció i aventura del 2004, desenvolupat per Rockstar North i publicat per Rockstar Games. És la cinquena entrada principal de la sèrie Grand Theft Auto, després de Grand Theft Auto: Vice City (2002), i la setena entrega en general. Va ser llançat l'octubre de 2004 per a PlayStation 2, el juny de 2005 per a Microsoft Windows i Xbox, i el novembre de 2010 per a Mac OS X. El joc està ambientat en un entorn de món obert que els jugadors poden explorar i interactuar amb el seu temps lliure. La història segueix a l'antic gàngster Carl "CJ" Johnson, que torna a casa després de l'assassinat de sa mare i tot i el seu desig de reinserció es veu obligat a unir-se a la seua antiga banda i tornar a una vida de crim mentre s'enfronta amb autoritats corruptes i poderosos criminals. L'acció transcorre a San Andreas, estat fictici dels Estats Units que es basa en gran manera a Califòrnia i Nevada i abasta tres ciutats importants: Los Santos (inspirada a Los Angeles), San Fierro (San Francisco) i Las Venturas (Las Vegas).
El joc inclou referències a molts elements de la vida real del món, com ara les ciutats, regions i llocs de referència, i la trama està basada en diversos esdeveniments de la vida real a Los Angeles a principis de la dècada de 1990, com la rivalitat entre bandes de carrer, l'epidèmia de crack dels anys huitanta i principis dels noranta, l'escàndol Rampart i els disturbis de Los Angeles de 1992. A diferència del seu predecessor, San Andreas va introduir elements de joc que es van incorporar en entregues posteriors, com ara mecàniques d'estil RPG, opcions de personalització de la roba i vehicles, una gran varietat d'activitats i minijocs i la inclusió de jocs d'atzar.
Considerat per molts crítics com un dels millors videojocs de la història, San Andreas va rebre elogis de la crítica després del llançament, destacant-ne la música, història i estil de joc, i crítiques pels seus gràfics i alguns aspectes dels seus controls. Va ser el videojoc més venut del 2004 i amb més de 27,5 milions de còpies venudes arreu del món el 2011, és el videojoc més venut de la història de Playstation 2 i un dels videojocs més venuts de tots els temps. Igual que els seus predecessors, San Andreas se cita com una fita en els videojocs per la seua influència de gran abast dins la indústria. La violència i el contingut sexual del joc van ser la font de molta preocupació i controvèrsia pública. En particular, un pedaç de programari fet per aficionats, anomenat "Mod Hot Coffee", va desbloquejar una escena sexual prèviament oculta. Una versió remasteritzada del joc es va llançar per a Android i iOS el 2013, per a Windows Phone, Fire OS i Xbox 360 el 2014, i per a PlayStation 3 el 2015. El juny de 2018, el joc va estar disponible per a Xbox One mitjançant retrocompatibilitat. Una versió millorada amb el subtítol The Definitive Edition es llançarà el 2021, i una versió de realitat virtual per a Oculus Quest 2 està en desenvolupament. La següent entrada principal de la sèrie, Grand Theft Auto IV, es va publicar l'abril de 2008.

## Trama
Ambientada en els principis de la dècada de 1990, concretament el 1992, Grand Theft Auto: San Andreas narra la història de Carl Johnson, qui decideix tornar a Los Santos per assistir al funeral de la seva mare, Beverly, qui va resultar assassinada en un tiroteig. A penes arriba, Carl és interceptat pels oficials de policia del CRASH Frank Tenpenny, Eddie Pulaski, i la seva incorporació més recent, l'oficial Jimmy Hernández, que l'amenacen d'incriminar-lo en l'assassinat d'un agent de policia, a menys que aquest els ajudi en les operacions il·legals. Carl torna amb els seus aliats i amics a la seva antiga colla, Grove Street Families, treballant juntament amb el seu germà Sweet i de qui va perdre tot respecte per haver marxat; i amb els seus companys Ryder i Big Smoke, per tornar a Grove com a colla predominant a la ciutat —ja que ara les bandes més fortes són Ballas i Los Santos Vagos, ja que van dominar territoris dels Grove Street— i reduir l'addicció e influència del crac entre alguns membres de la banda.
Poc abans d'una batalla de colles entre Grove Street i els Ballas, CJ rep una crida del nuvi de la seva germana Kendl, César Vialpando un líder d'una altra colla, Varrio Los Aztecas, els qui tenen certa rivalitat amb Los Santos Vagos. Després de demanar-li que es trobin, César mostra a Carl el vehicle implicat en l'assassinat de la seva mare sent escortat, per a sorpresa de CJ, per Big Smoke, Ryder, uns Ballas i Tenpenny. CJ s'adona que la batalla és una emboscada i decideix anar a buscar el seu germà, que estava en ple enfrontament. No obstant, arriba massa tard, ja que Sweet és ferit i internat a l'hospital d'una presó. Carl resulta arrestat i el CRASH aconsegueix custodiar-ho, alliberant-lo a Angel Pine on li donen més ordres d'assassinat. Mentrestant, Ryder i Big Smoke, ara aliats amb els Ballas i inundant amb drogues a la ciutat, prenen control absolut dels Santos pel que fa a colles.

## Criticisme
San Andreas va ser criticat per alguns pels seus estereotips racials. Alguns van veure els suposats estereotips com irònics, mentre que altres van defensar el joc, assenyalant que la història podria parlar amb persones de diferents orígens. Un estudi sobre com diferents grups de joves es van involucrar amb el joc va trobar que no reben de manera passiva les imatges i el contingut dels jocs.
A la dècada del 2010 es feu viral un meme on es veia al personatge protagonista dient la frase Ah shit, here we go again. La primera versió fou apujada a Youtube el gener del 2015, però es feu popular a Twitter el 2019.

## Armes
| Tipus d'armes                | Armes |
| ---------------------------- | --- |
| Armes blanques i contundents | Combat cos a cos • Puny d'acer • Bat de beisbol • Tonfa • Ganivet • Katana • Motoserra • Pal de golf • Bastó • Ram de flors • Consolador • Pal de billar • Vibrador • Pala |
| Pistoles                     | M1911 • Desert Eagle • Silenciador |
| Subfusells                   | TEC-9 • Uzi • Heckler & Koch MP5 |
| Escopetes                    | Escopeta retallada • Ithaca 37 • SPAS-12 |
| Fusells d'assalt             | AK-47 • M16 |
| Fusells                      | Marlin Model 336 • Fusell de franctirador |
| Artilleria pesada            | Llançaflames • Minigun • Llançacoets • Llançamíssils |
| Arrogadisses                 | Magrana M67 • Gas lacrimogen • C-4 • Còctel Molotov |
| Altres                       | Esprai • Cambra fotogràfica • Visió nocturna • Càmera tèrmica • Paracaigudes • Extintor • Consolador • Ram de flors • Vibrador • Control remot                             |
| Blindatge                    | Armilla antibales |

## Producció
Després de l'èxit crític i comercial de Grand Theft Auto: Vice City, van sobrevenir el 2003 rumors d'un següent títol a la sèrie. IGN va indicar aquell mateix any que «Rockstar està treballant en el seu proper Grand Theft Auto, però hi ha molts detalls sobre el joc que simplement no sabem». Així mateix, Take-Two va comunicar que el següent GTA es donaria a conèixer a la segona meitat del quart trimestre fiscal del 2004, és a dir, entre agost i octubre d'aquell any. També es va informar que el títol tindria exclusivitat amb PlayStation 2 durant els primers mesos de llançament.